# Klaus-Peter Schweizer
Klaus Peter Schweizer (* 17. November 1951 in Ulm) ist ein deutscher Sänger und Musiker.

## Leben
Seine musikalischen Anfänge machte Klaus-Peter Schweizer in den 1970er Jahren in der Krautrockband Prof. Wolfff. Anfang der 1980er Jahre veröffentlichte er unter seinem Namen zwei Soloalben. In dieser Schaffensphase machte er erstmals mit dem Titel  Frankfurter Schnee auf sich aufmerksam. Seinen größten Erfolg hatte er im Herbst 1987 unter dem Bandnamen Schweizer mit der Single 13 Tage. Dieser Münchner Gruppe gehörten neben ihm Sabine Bundschu (Gesang und Keyboard) und Hannes Eitner (Schlagzeug) an. In den Folgejahren hatten sie noch einige Airplay-Hits, bevor sich die Gruppe Anfang der 1990er Jahre trennte.
Klaus Peter Schweizer zog sich nachfolgend aus dem aktiven Musikgeschäft zurück und arbeitete im Hintergrund als Komponist und Produzent für Künstler wie ANA GONZALEZ- nur für dich-1992..... SIYOUE- tief in mir- 1993.... NINA FALK - immer nur du - 1996....
Erst 2004 gab es mit dem Titel Ich hab frei wieder ein musikalisches Lebenszeichen von Klaus-Peter Schweizer. 2014 erschien nach 24 Jahren erstmals ein ganzes Album von ihm.

## Diskografie

### Singles
- Du und Rock ’n’ Roll, 1981
- Frankfurter Schnee, 1981
- Cabrio, 1982
- So eine Nacht, 1982
- Hände die sich helfen, 1983
- 13 Tage, 1987
- Immer noch, 1988
- Lichterloh, 1989
- So ein Tag, 1990
- Ich liebe dich nur, 1990
- Ich hab frei, 2004
- Morgenrot, 2004
- So wie in all meinen Träumen, 2005
- Mehr und mehr, 2006
- Was um alles in der Welt, 2007
- Bin ich schon im Himmel, 2011
- Ich vermisse dich, 2012
- Alles klar, 2012
- Oh Johanna, 2013
- 13 Tage (Version 2013), 2013
- Du bist die einzige, 2013
- Wir kriegen das hin, 2014
- Wenn der Sommer kommt, 2014
- So eine Nacht, 2015
- Immer immer, 2016
- Wenn du wieder hier bist, 2017
- Ich zieh heute um, 2018
- Hausnummer 7, 2019
- Wir sehn uns in Salzburg, 2020
- Keine andere, 2022
- Zeitmaschine, 2023

### Alben
- Und schon lange nicht mehr..., 1981
- Schlaflose Nächte, 1983
- Hitze der Nacht, 1987
- Keine Rosen, 1990
- Nur die Hits, 2009
- Schweizer 2014, 2014